# Benkő Jolán
Benkő Jolán (Marosvásárhely, 1848. február 2. – Szentendre, 1914. április 24.) író, színésznő, operett- és népszínműénekes. Benkő Kálmán (1824–1890) színész lánya.

## Életpályája
1862-ben Gárdonyi Antal társulatában volt látható. 1863-ban Dráguss Károly és Szuper Károly társulataiban szerepelt. 1869–1972 között Várnay Fábián és Klein Sámuel társulatában játszott. 1871-ben Barna Bálint és Homokay László szerződtette. 1872-ben Latabár Endréhez került. 1876–1877 között, valamint 1881–1882 között Lászy Vilmos foglalkoztatta. 1877–1878 között és 1884-ben Nyéki János társulatában volt látható. 1878-ban Gaál Sándor társulataiban szerepelt. 1879–1881 között, valamint 1883-ban Sztupa Andor szerződtette. 1883-ban és 1885-ben Miklósy Györgyhöz került. 1884–1885 között Szegedi Mihálynál volt látható. 1886-ban Ditrói Mórnál játszott. 1887-ben Nagy Vince és Polgár Károly társulatában játszott. 1888-ban került Krecsányi Ignáchoz. 1889-ben Csóka Sándor szerződtette. 1890-ben Heltai Nándor társulatában volt látható. 1891-ben Völgyi Ödön és Gerőfy Andor is foglalkoztatta. 1892-ben Dobó Sándornál és Homokay Lászlónál szerepelt. 1892–1895 között ismét Polgár Károlyhoz került. 1895–1905 között Somogyi Károlynál volt.
Sokoldalú, tehetséges művész volt, minden műfajban szerepelt.

## Magánélete
Házastársa Lészay János volt. Férje; Gaál Sándor (1847–1884) színész, színigazgató volt.

## Színházi szerepei
- Csepreghy Ferenc: A sárga csikó – Ágnes
- L’Arronge: Aszalai uram leányai – Borbála

## Művei
- Színészvér (Nagyvárad, 1904)